# Oireachtas
L'Oireachtas Éireann (AFI: [ˈɛɾaxtəs ˌeːɾən], [iˈraxtəs ˌɛːran]) è il Parlamento di tipo bicamerale della Repubblica d'Irlanda. È composto dal Presidente della Repubblica e dalle due camere dell’Oireachtas: la camera dei rappresentanti, chiamata Dáil Éireann, e il Senato detto Seanad Éireann. Attualmente entrambe le camere hanno sede presso la Leinster House di Dublino.

## Etimologia
La parola oireachtas deriva dalla parola irlandese airecht / oireacht che significa "assemblea deliberativa di uomini liberi” o “uomini liberi riuniti”, nonché “assemblea”/ “raduno”/ “patrimonio” / “territorio", e dalla parola airig ("uomo libero"). Il suo primo utilizzo documentato come nome di un organo legislativo si ebbe nello Stato Libero d'Irlanda.

## Composizione

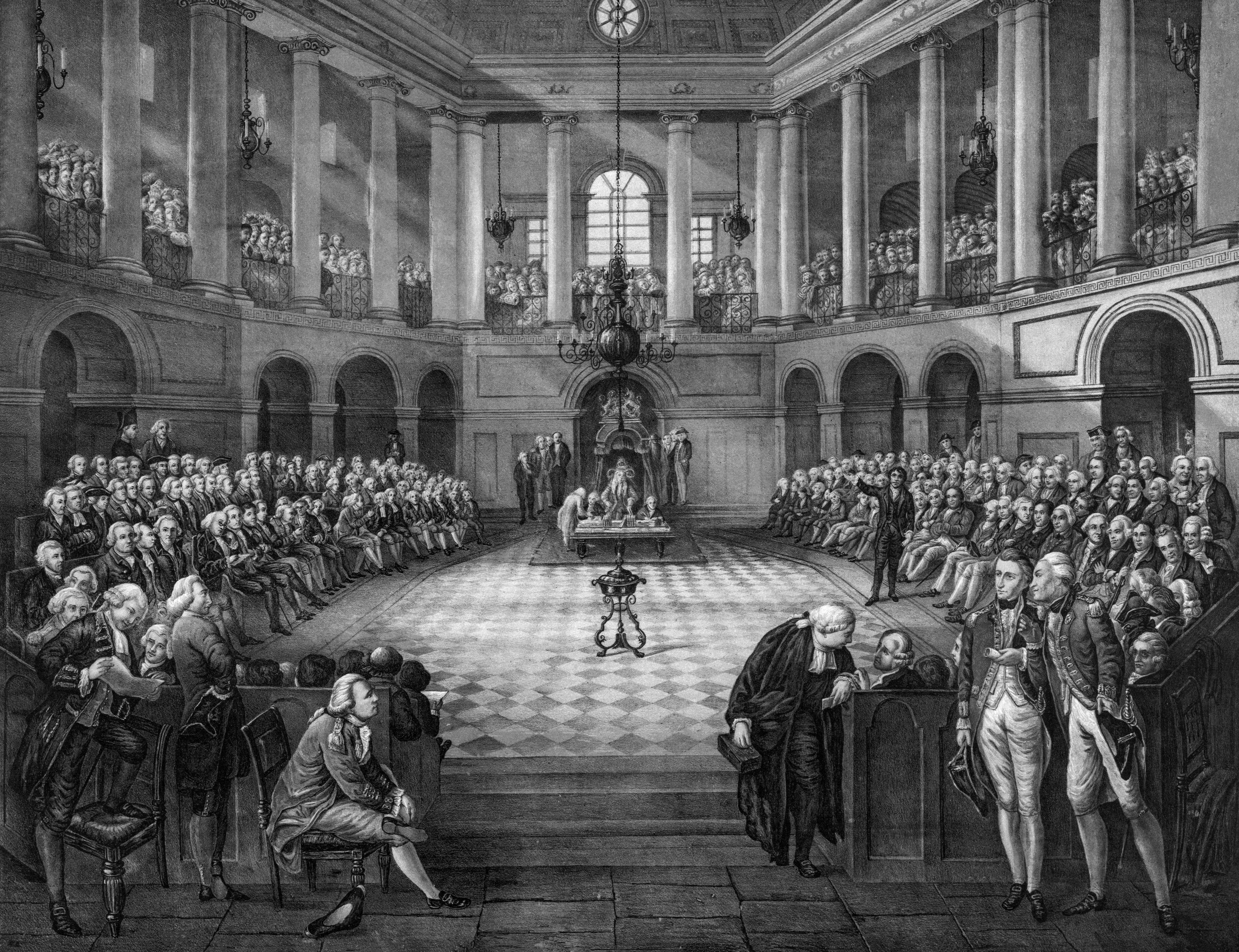
L'ultima riunione a College Green, nella città di Dublino, della Camera dei Comuni irlandese, la camera bassa del Parlamento irlandese, esistita dal 1297 al 1790. I membri della Camera dei Comuni erano eletti direttamente, ma con un diritto di voto molto restrittivo, simile a quello della Camera dei Comuni non riformata dell'Inghilterra e della Gran Bretagna contemporanee. I cattolici furono esclusi dalla rappresentanza nel Parlamento irlandese dal 1691, sebbene rappresentassero la stragrande maggioranza della popolazione irlandese all’epoca.

Il Dáil Éireann (Assemblea d'Irlanda) è un organo eletto a suffragio diretto e universale da tutti i cittadini irlandesi e britannici residenti che abbiano compiuto i diciotto anni. Le elezioni si tengono ogni cinque anni. La camera può essere sciolta anticipatamente su richiesta del Primo ministro irlandese, il Taoiseach.
Il Seanad Éireann (Senato d'Irlanda), al contrario, è un'assemblea non elettiva i cui componenti vengono scelti nel modo seguente: 43 senatori sono indicati dai consiglieri locali e dai parlamentari, 11 sono nominati dal Taoiseach e 6 sono scelti da due collegi elettorali universitari, che fanno capo alla National University of Ireland e al Trinity College di Dublino.
Il presidente della Repubblica è eletto ogni sette anni, per un massimo di due mandati. Se vi è consenso fra i partiti politici sul nome di un unico candidato, la nomina avviene senza necessità di elezione diretta, altrimenti si va alle elezioni.